# Dexiomimops flavipes
Dexiomimops flavipes là một loài ruồi trong họ Tachinidae.